# Nemastoma lugubre
Espèce
Synonymes
- Phalangium lugubre Müller, 1776
- Nemastoma lugubre helvetica Lessert, 1917
- Nemastoma lugubre striatum Morin, 1934

Nemastoma lugubre est une espèce d'opilions dyspnois de la famille des Nemastomatidae.

## Distribution
Cette espèce se rencontre en Europe.

## Description

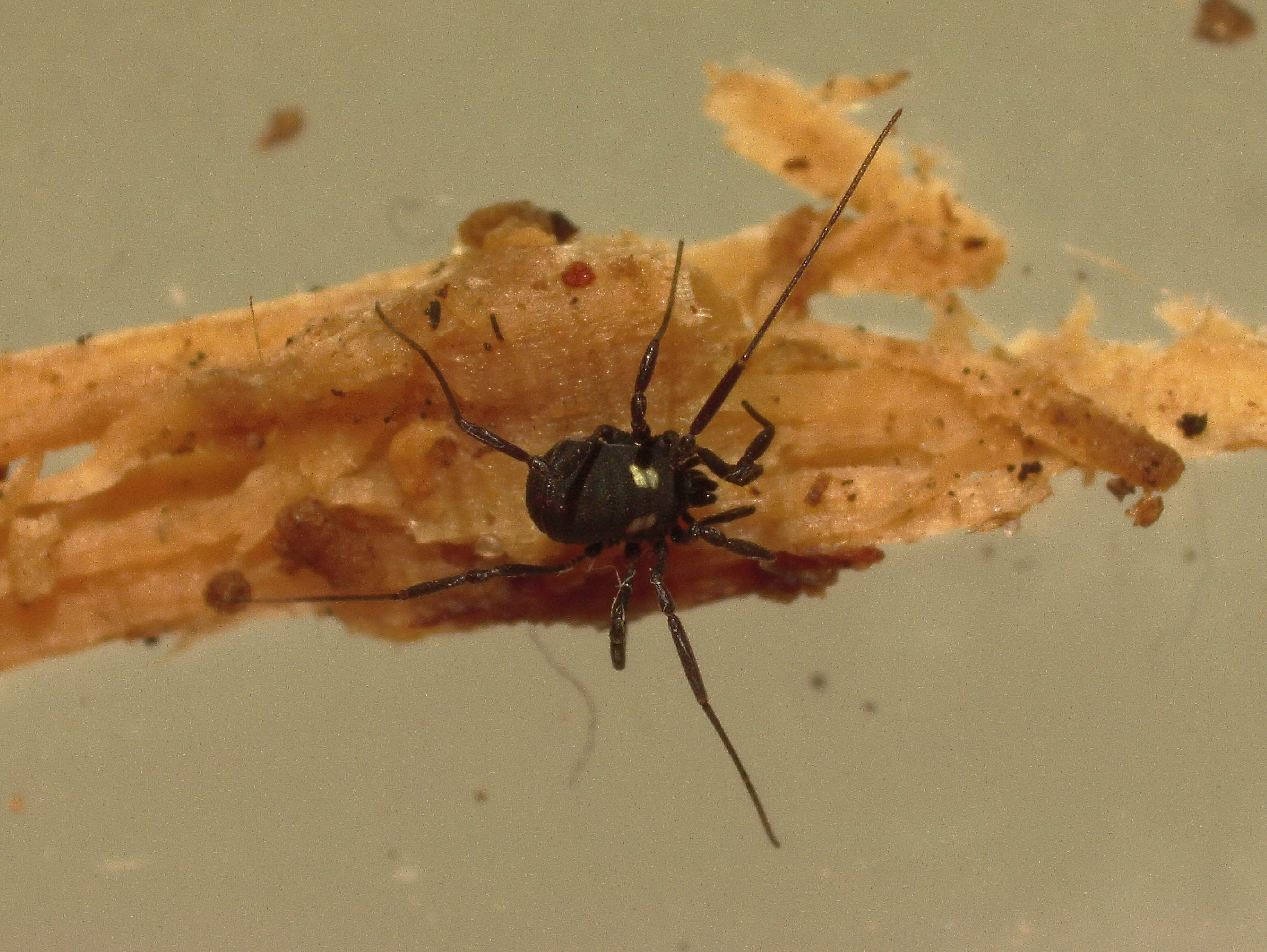
Nemastoma lugubre

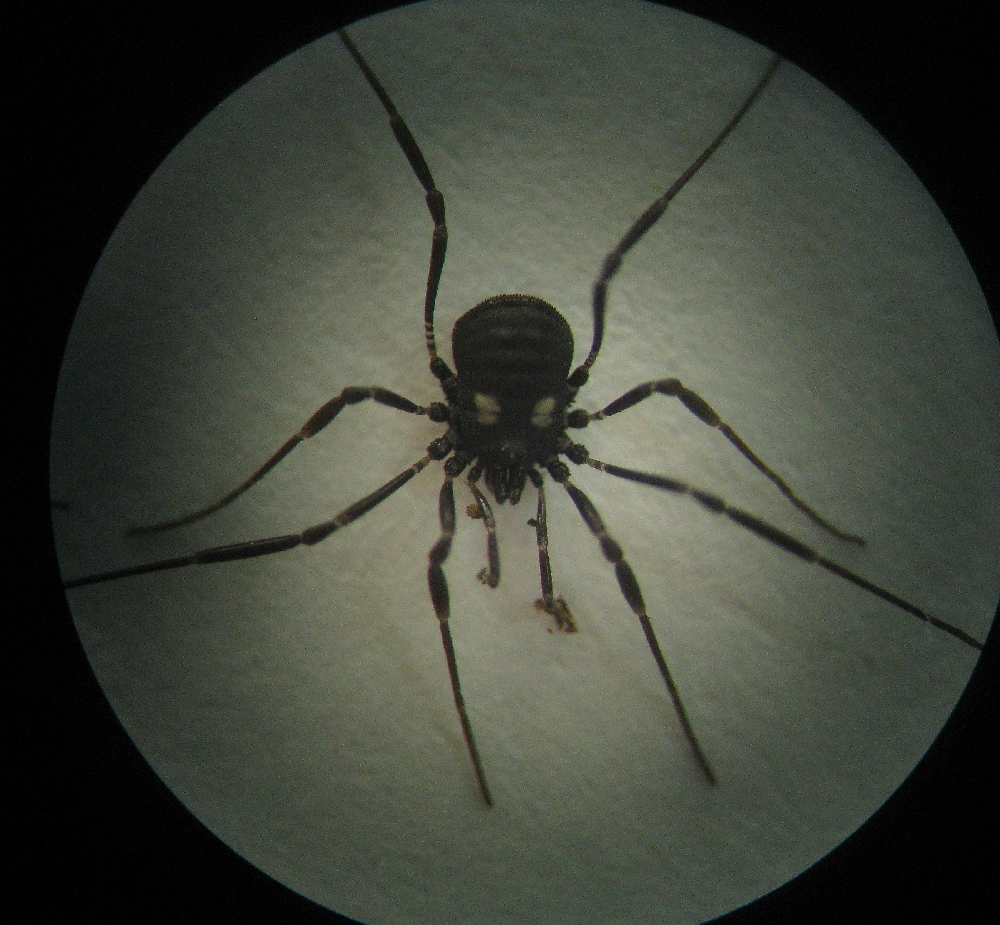
Nemastoma lugubre

Les mâles mesurent de 1,6 à 1,8 mm et les femelles de 2,1 à 2,7 mm.

## Systématique et taxinomie
Cette espèce a été décrite sous le protonyme Phalangium lugubre par Müller en 1776.  Elle est placée dans le genre Nemastoma par Simon en 1879.
Nemastoma lugubre helvetica et Nemastoma lugubre striatum ont été placées en synonymie par Gruber et Martens en 1968.

## Publication originale
- Müller, 1776 : Zoologiae Danicae prodromus, seu animalium Daniae et Norvegiae indigenarum characteres, nomina, et synonyma imprimis popularium, Hallageriis, Havniae, p. 1-282 (texte intégral) (la).